# Cyphocharax laticlavius
Cyphocharax laticlavius es una especie de peces de la familia Curimatidae en el orden de los Characiformes.

## Morfología
Los machos pueden llegar alcanzar los ,3 cm de longitud total.
- Número de  vértebras: 30-32.[1]

## Hábitat
Vive en zonas de clima tropical.

## Distribución geográfica
Se encuentran en Sudamérica: Ecuador.